# NGC 3590
NGC 3590 is een open sterrenhoop in het sterrenbeeld Kiel. Het hemelobject werd op 4 februari 1835 ontdekt door de Britse astronoom John Herschel.

## Synoniemen
- OCL 852
- ESO 129-SC14